# Rebeka i Eliezer u studni
Rebeka i Eliezer u studni – obraz autorstwa hiszpańskiego malarza barokowego Bartolomé Estebana Murilla.

Inspiracją do namalowania tego dzieła była historia opisana w Starym Testamencie w Księdze Rodzaju. Abraham wysłał swojego sługę Eliezera do Mezopotamii by tam wybrał żonę dla swojego syna Izaaka. Sługa wraz z dziesięcioma wielbłądami wyruszył w podróż i dotarłszy do miasta Aram-Naharaim zatrzymał się koło studni. Bardzo chciał i modlił się o to do Boga by wśród kobiet, które właśnie zbliżały się do wodopoju znalazł wybrankę dla syna swego pana. Wśród kobiet znajdowała się piękna Rebeka. Gdy napełniła swój dzban sługa podszedł do niej mówiąc: 

"Daj mi się napić trochę wody z twego dzbana!" A ona powiedziała: "Pij, panie mój" - i szybko pochyliła swój dzban, i dał mu pić. A gdy go napoiła, rzekła:"Także dla twych wielbłądów naczerpię wody, aby mogły pić do woli." (Rdz 24:17-20)

 Po napojeniu Eliezera, Rebeka napoiła jego wielbłądy a sługa obdarował ją złotem i innymi darami.

## Opis obrazu
Murillo skupił się na przedstawieniu Rebeki pojącego Eliezera. Kobieta trzyma dzban przy ustach sługi a jednocześnie spogląda zawstydzona na swoje towarzyszki. Te w przeciwieństwie do niej, ze dzbanami w rękach z ciekawością spoglądają na spragnionego przybysza. Artysta do namalowania kobiet posłużył się modelkami pochodzącymi z Sewilli Na drugim planie, z lewej strony widać świtę Eliezera i jego wielbłądy. Tłem dla sceny jest arkadyjski krajobraz.